# Protestas en Aysén de 2012
Las protestas en Aysén de 2012 fueron una serie de movilizaciones sociales acontecidas en la chilena Región de Aysén durante febrero y marzo de 2012.

## Precedentes
Aysén, al ser una de las regiones más australes de Chile, poseía un costo de vida elevado comparado con las demás regiones, debido principalmente a la poca conectividad que presentaba con el resto del país. A nivel productivo, varias organizaciones políticas y sociales regionales señalaban que las ganancias por la explotación de recursos naturales no quedaban en la zona, y los pescadores poseían cada vez menos cuotas de pesca.
Entre las peticiones del Movimiento Social por Aysén estaban:
- Rebaja en los precios del petróleo, gasolina, parafina, gas y leña.
- Mejoras en infraestructura de salud regional.
- Sueldo mínimo regionalizado y nivelación de remuneraciones.
- Creación de una universidad regional para Aysén.
- Regionalización del agua, recursos mineros y silvoagropecuarios.
- Fortalecimiento a medianos y pequeños empresarios pesqueros, y entrega de beneficios y derechos de pesca a las personas dedicadas a ese rubro.
- Rebaja en el costo de la canasta básica y pensión regionalizada para los adultos y mayores y discapacitados.
- Construcción de rutas hacia los poblados donde trabajen pequeños campesinos.[2][3]

## Organización

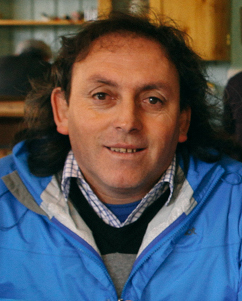
Iván Fuentes, vocero del movimiento.

Las movilizaciones fueron realizadas por el Movimiento Social por Aysén, fundado a inicios de febrero de 2012, y tuvo como vocero al dirigente sindical Iván Fuentes. El movimiento agrupó a alrededor de 20 organizaciones, entre ellos pescadores, la Agrupación Nacional de Empleados Fiscales (ANEF), la Central Unitaria de Trabajadores (CUT) y Patagonia sin Represas. También sumaron a las movilizaciones gremios de taxis colectivos, camioneros y comerciantes.
Entre las autoridades de la zona que apoyaron las protestas estuvieron los alcaldes de Puerto Aysén (Marisol Martínez), Lago Verde (Gaspar Aldea), Cochrane (Patricio Ulloa), Chile Chico (Luperciano Muñoz), Río Ibáñez (Emilio Alarcón) y Guaitecas (Luis Miranda);

## Desarrollo

### Inicios

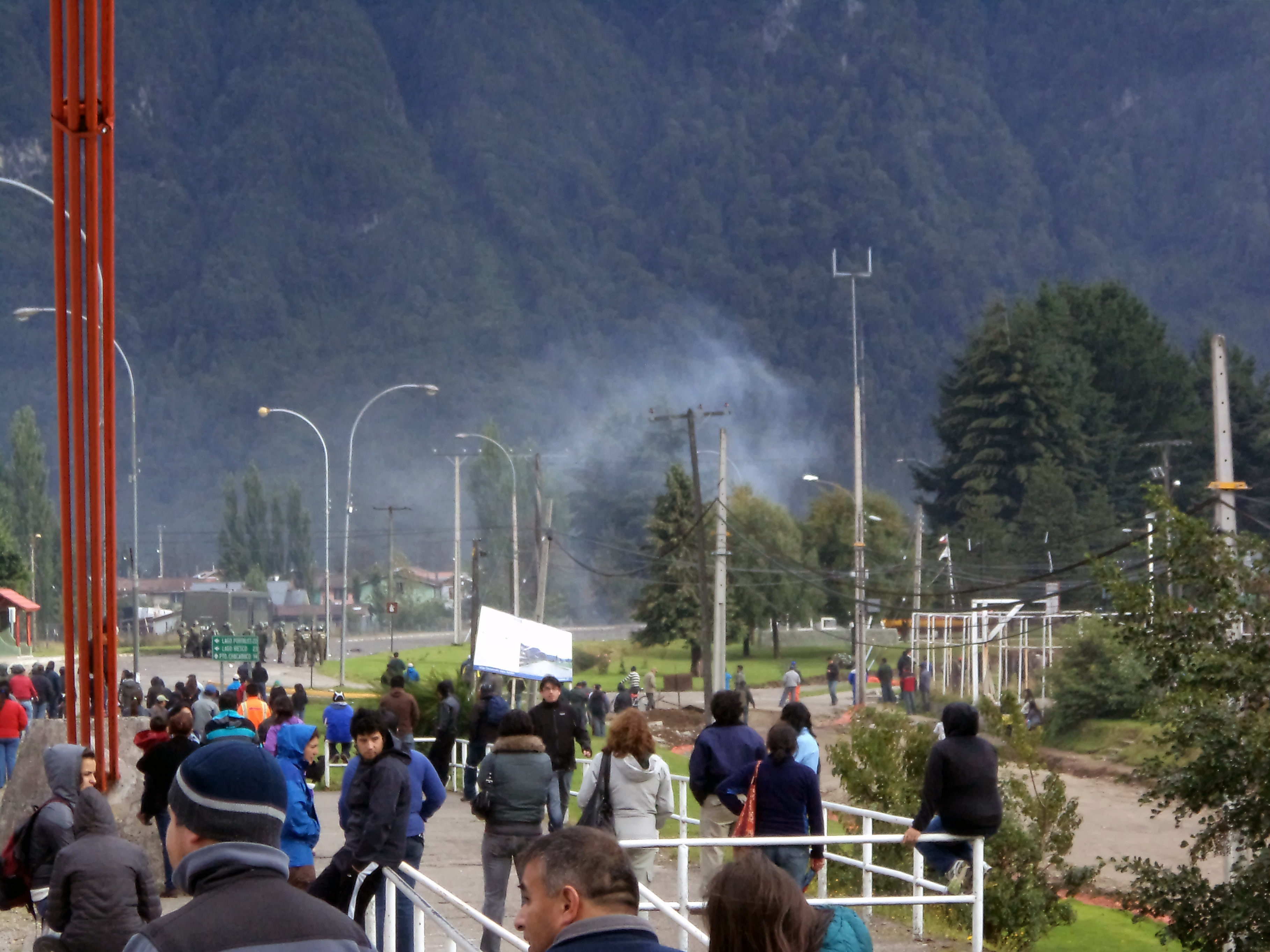
Enfrentamientos entre carabineros y manifestantes junto al puente Presidente Ibáñez, el 13 de febrero.

Las primeras movilizaciones ocurrieron el 7 de febrero, cuando un grupo de pescadores y dirigentes locales se tomó el Puente Presidente Ibáñez, principal vía de acceso terrestre a Puerto Aysén.
El 13 de febrero se realizó la toma del aeródromo de Melinka por parte de un grupo de pescadores. El objetivo de la protesta era reclamar por las bajas cuotas de pesca en la zona, y exigir un incremento de estas. Asimismo, se exigió la presencia de la intendenta de Aysén y el subsecretario de Pesca, Pablo Galilea, en el lugar para realizar negociaciones. Al día siguiente un grupo de cerca de 300 personas bloqueó varias vías de acceso a Puerto Aysén y Puerto Chacabuco. Aunque hubo enfrentamientos con Carabineros, no se registraron detenidos.
El 15 de febrero fue uno de los días que presentó la mayor cantidad de eventos. Ocurrieron barricadas en diversos puntos de Coyhaique, el comercio de Puerto Aysén cerró sus puertas durante una hora, se enarbolaron banderas negras en distintas localidades de la región y los accesos a Puerto Chacabuco y el aeródromo de Puerto Aysén se mantuvieron bloqueados. También se bloqueó el tramo Coyhaique-Balmaceda, que conduce al aeropuerto regional.

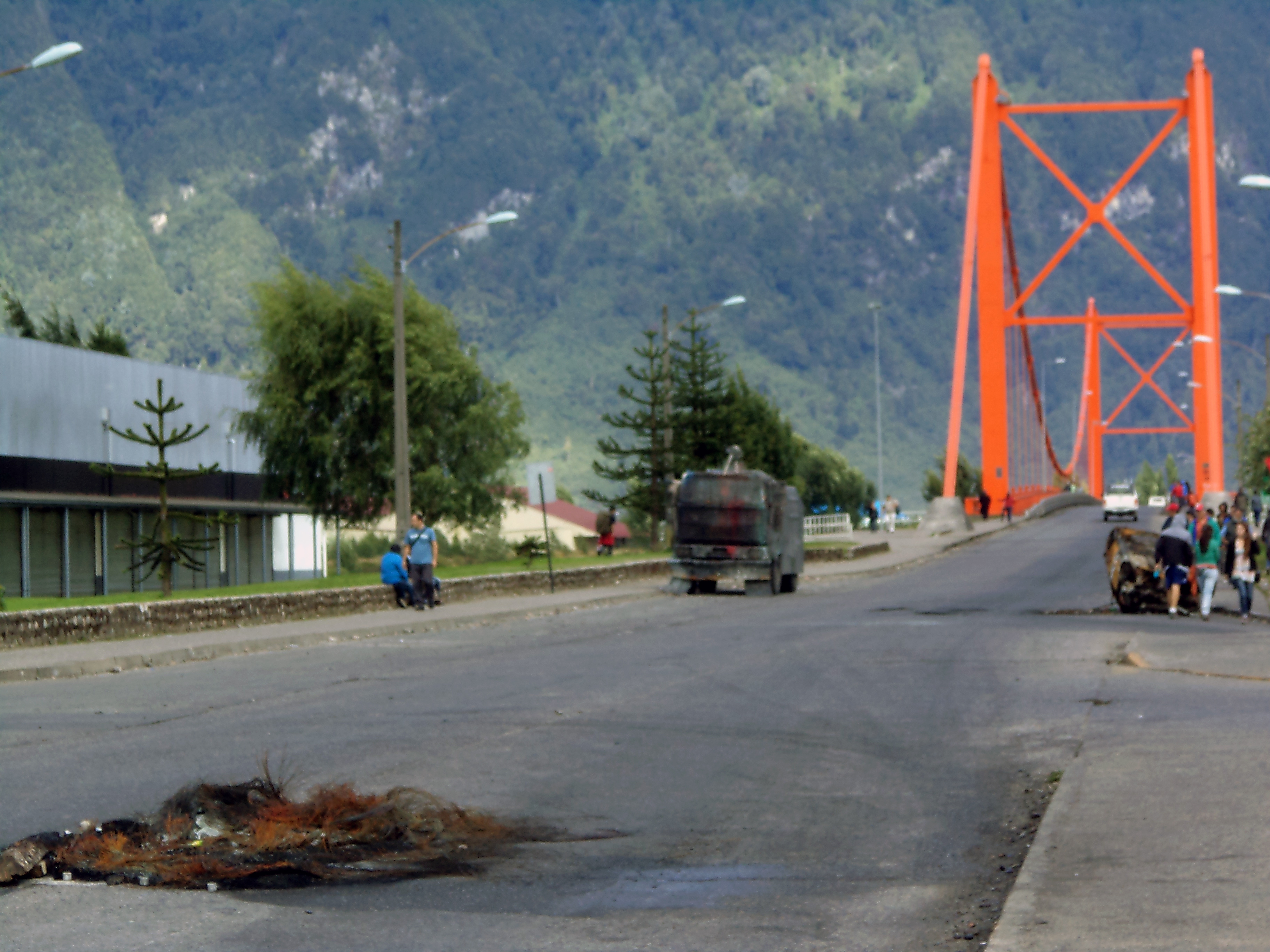
Restos de barricadas camino al Puente Presidente Ibáñez, el 17 de febrero.

El 16 de febrero se mantuvieron las protestas y cortes de caminos a la espera de la llegada de las autoridades que participaban de las negociaciones. En Melinka, luego de una reunión entre los pescadores, la intendenta y el subsecretario de Pesca, en la cual se logró un acuerdo, se depuso la toma del aeródromo. En Caleta Andrade, los habitantes se tomaron el aeródromo. En Coyhaique se produjo un apagón eléctrico en la noche debido a un cadenazo al tendido, un grupo de 200 personas levantó barricadas en varios sectores de la capital regional, y en la misma noche fue saqueado un local comercial mayorista de la empresa Adelco y el hotel Diego de Almagro fue atacado con piedras.
El día 17 la ruta que une Villa Mañihuales con Puerto Aysén fue bloqueada, siendo reabierta momentáneamente el día siguiente. También fue bloqueado por habitantes de Puerto Guadal, el cruce del camino de Coyhaique - Chile Chico y Cochrane, mientras que la carretera hacia Puerto Chacabuco seguía con barricadas. En Chile Chico, un grupo de 300 personas realizó una marcha de solidaridad con el movimiento.
El 18 de febrero se instalaron barricadas en la ruta que une Coyhaique con Puerto Aysén. En esta última ciudad un grupo de 500 personas realizó una manifestación en la Gobernación Provincial, mientras que en Coyhaique, el obispo Luis Infanti, que ha manifestado su apoyo a las demandas, realizó una misa en la catedral. La tarde del 19 de febrero se realizó una marcha en el centro de Puerto Aysén, que según los organizadores reunió a cerca de 2.000 personas. La protesta finalizó sin incidentes en la Gobernación Provincial, ubicada cerca de la Plaza de Armas. Ese mismo día llegó un contingente de 40 carabineros a la zona para reforzar la seguridad.

### Se agudiza la crisis

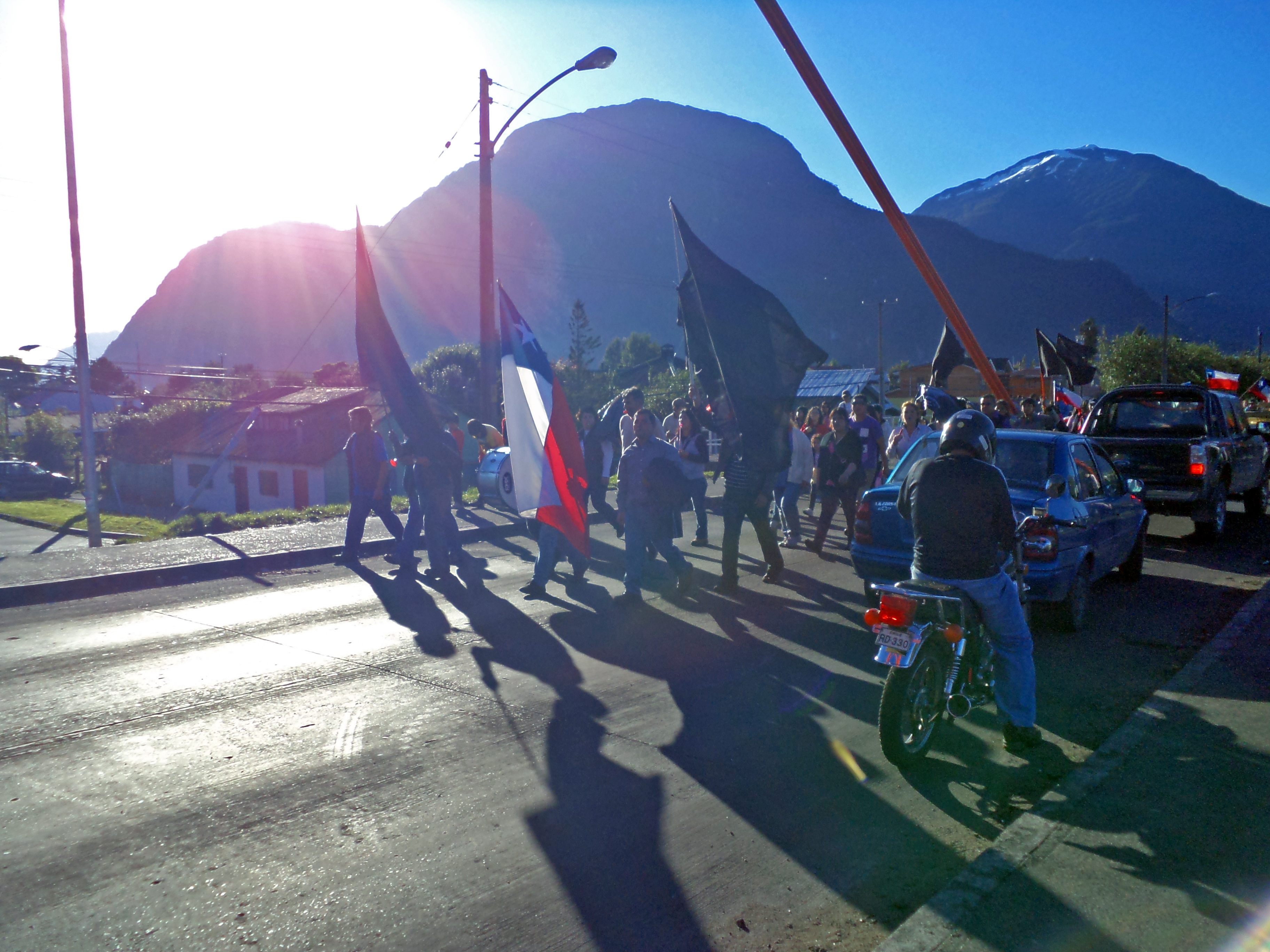
Marcha en Puerto Aysén el 21 de febrero.

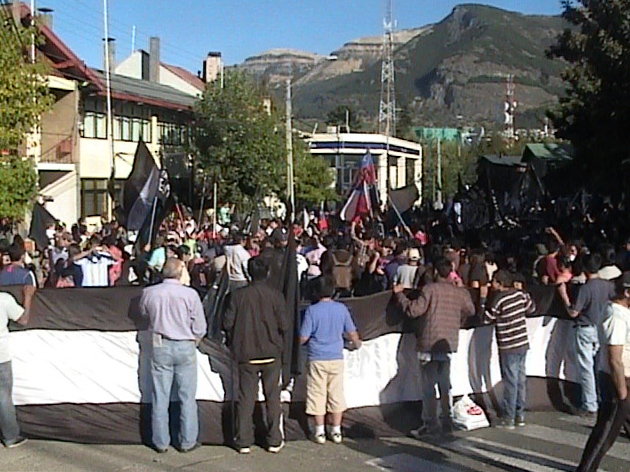
Manifestantes en el centro de Coyhaique el 23 de febrero.

En la mañana del día 20 de febrero, 7 taxistas de Coyhaique resultaron heridos por fuego de balines de acero disparados por Carabineros, mientras mantenían un bloqueo en el sector El Claro en las afueras de la capital regional. Un grupo de 20 camiones bloqueó la Carretera Austral en el tramo que conecta Coyhaique con el Aeropuerto Balmaceda, y un grupo de 7 vehículos de carga bloqueó la Ruta CH-240, que va desde la capital regional hasta la frontera con Argentina. En Coyhaique se realizó una marcha que convocó a 4.000 manifestantes y que recorrió diversos puntos de la capital regional, incluyendo la Intendencia y la Catedral. Más tarde, un grupo de manifestantes se enfrentó con carabineros que estaba custodiando una estación de servicio Copec. También ocurrieron interrupciones en el suministro eléctrico en varios sectores de la región.
En la madrugada del 21 de febrero se registraron violentos incidentes en Coyhaique. Un local de la distribuidora mayorista Adelco fue saqueada al igual que una estación de gasolina, mientras que se registraron ataques con piedras a un colegio, la Intendencia Regional, un banco, un supermercado y una farmacia. Ocurrieron enfrentamientos entre manifestantes y carabineros tanto en Coyhaique como en Puerto Aysén, que dejaron un total de 17 detenidos, 6 personas heridas y 12 carabineros lesionados. Las manifestaciones y enfrentamientos con la policía se mantuvieron durante el día siguiente, incluyendo el bloqueo del puente Presidente Ibáñez y barricadas en Coyhaique.
El 23 de febrero cerca de 40 manifestantes ocupó el aeródromo de Villa O'Higgins. La toma fue depuesta temporalmente por una emergencia esa misma tarde. Ese mismo día, el ministro de Salud Jaime Mañalich denunció que debido a los cortes en los caminos, una ambulancia no habría podido llegar a socorrer a un enfermo en Puerto Aysén, el cual habría fallecido debido a la falta de atención, por lo que pondría acciones legales en contra de quienes fueran responsables. Sin embargo, dicha situación fue desmentida por la propia familia del fallecido, quienes afirmaron que Ramón Mañao tenía una enfermedad terminal y que había fallecido antes de llamar a la ambulancia para que constatara la muerte, lo cual fue ratificado por el secretario regional del Ministerio. La familia incluso manifestó que Mañao “estaba feliz con su región movilizada”. Pese al desmentido, Mañalich insistió en sus dichos y dijo que recurriría al Ministerio Público para buscar responsables.
El 24 de febrero los dirigentes del Movimiento Social por Aysén entregaron al presidente Piñera y su gabinete ministerial un nuevo petitorio, que fue calificado por el gobierno como «desmedido». Entre las nuevas exigencias estaba eliminar el impuesto específico a los combustibles en la región, y aplicar subsidios para el consumo de gasolina. También se produjeron enfrentamientos cerca del puente Ibáñez, que provocaron el repliegue de 40 carabineros hacia la comisaría de Puerto Aysén. Para el 28 de febrero es anunciado un paro comunal en la ciudad de Coyhaique.[cita requerida]

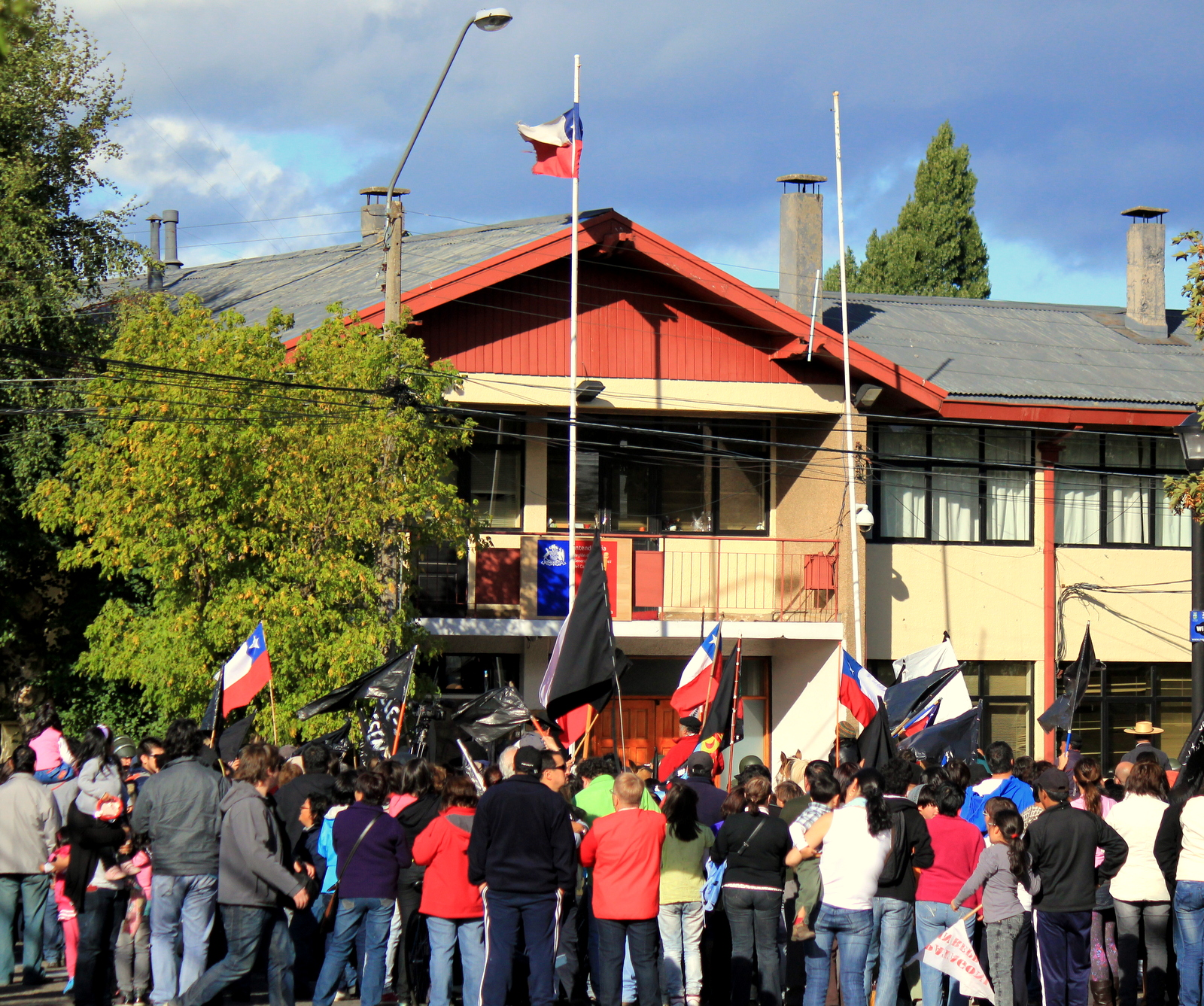
Manifestación frente a la Intendencia Regional de Aysén, 2 de marzo.

Como señal de buena voluntad, los dirigentes de Aysén anunciaron la reducción de los bloqueos a solo dos horas a contar del día 1 de marzo, sin embargo el ministro Álvarez señaló que no habría negociación mientras no se despejaran totalmente los bloqueos de caminos. Ante dicha situación, se produjo en Puerto Aysén una multitudinaria marcha con banderas negras, en señal de disconformidad con la exigencia del Gobierno. Ese mismo día cerca de un millar de personas instalaron carpas en la plaza de armas de la ciudad de Coyhaique, con la idea de acampar en ella hasta que se lograra una solución.[cita requerida]
El 2 de marzo el senador Patricio Walker (DC) y los diputados David Sandoval (UDI) y René Alinco (independiente) llegaron hasta el Palacio de La Moneda en Santiago a intentar reabrir los caminos del diálogo entre el gobierno y los manifestantes, mientras que el obispo Infanti ofreció sus servicios como facilitador del diálogo, lo cual fue rechazado por el Gobierno. Durante la madrugada del 3 de marzo, Carabineros irrumpió en la plaza de armas de Coyhaique amenazando con el uso de la fuerza si es que la gente que acampaba no se retiraba; tras unos momentos de tensión, los manifestantes optaron por retirarse pacíficamente.[cita requerida]

### Inicio del diálogo y fin del conflicto
El 4 de marzo el ministro Álvarez regresó a Santiago por orden del Ejecutivo, y dos días más tarde, la intendenta de la región Pilar Cuevas, también en Santiago, anunció que en el curso de la jornada se evaluaría si era pertinente invocar la Ley de Seguridad Interior del Estado. En la noche del mismo día el vocero Iván Fuentes anunció el desbloqueo de caminos en la región, señalando el vocero de Gobierno Chadwick que una vez desbloqueados los caminos se reanudaría el diálogo. El 7 de marzo el ministro Álvarez regresó a la región de Aysén, y al día siguiente se retomaron las conversaciones.[cita requerida]

## Manifestaciones de apoyo
Pese al carácter local de las protestas, en otras regiones se realizaron manifestaciones de apoyo al petitorio aysenino, destacando las registradas en Arica, Ancud, Concepción, Talca y Viña del Mar. En Santiago se realizaron diversas manifestaciones. El día 22 se reunieron 100 protestantes en Plaza Brasil, acto que terminó con la intervención de carabineros y uno de sus oficiales heridos, mientras el día 24 se realizó una marcha de 300 personas por la Alameda, cortando el tránsito y siendo reprimidos por carabineros.
En Punta Arenas, donde se realizaron protestas similares a las de Aysén durante el verano de 2011, se realizaron nuevas manifestaciones dirigidas por pescadores artesanales que reclamaron contra modificaciones a la ley de Pesca y como forma de apoyo a los protestantes ayseninos. Durante cinco horas, la Ruta 9 que comunica la ciudad con el aeropuerto y única salida y entrada de la ciudad estuvo cortada.

## Efectos

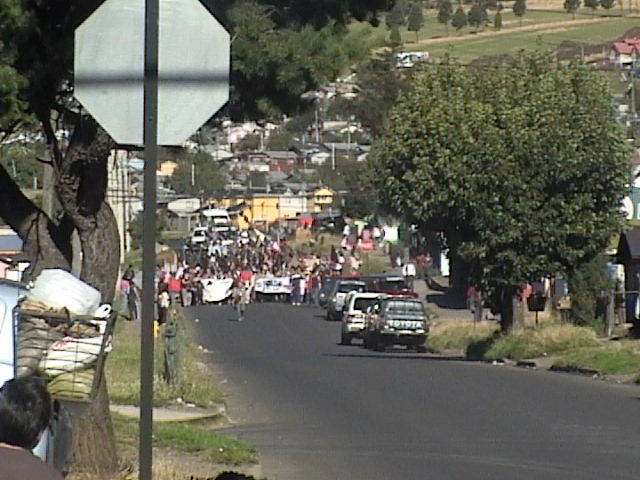
Marchas en Coyhaique.

Producto de los bloqueos en puertos y carreteras, el suministro de combustibles comenzó a escasear en la región, especialmente en Coyhaique, en donde se limitó la venta de gasolina. La misma situación ocurrió en otras localidades como Puerto Aysén y Puerto Cisnes. Aunque el suministro de combustible fue repuesto durante la semana, el 18 de febrero nuevamente las estaciones de servicio habían agotado sus reservas de gasolina. Hacia el 22 de febrero también comenzaron a escasear las reservas de gas licuado.
El Aeropuerto Balmaceda funcionó de manera normal, pero los pasajeros debieron caminar alrededor de 2 kilómetros para abordar sus transportes debido al bloqueo del acceso al terminal aéreo.
La intendenta de Aysén, Pilar Cuevas, suspendió sus vacaciones el 15 de febrero para reunirse con los manifestantes. El subsecretario del Interior, Rodrigo Ubilla, viajó a la región el 16 de febrero para iniciar las negociaciones entre los manifestantes y el Gobierno. El día 20 el presidente Sebastián Piñera envió a la zona del conflicto a los ministros Jaime Mañalich (Salud) y Pedro Pablo Errázuriz (Transportes y Telecomunicaciones). Ese mismo día en la noche el ministro Mañalich anunció que se acordaron varios compromisos en temas de salud para la región de Aysén, principalmente centrados en adquisición de nuevo instrumental médico y construcción de infraestructura sanitaria.
En relación con la petición de los manifestantes de crear una universidad estatal para la Región de Aysén, el ministro de Educación Harald Beyer señaló que no estaba dentro de los planes del gobierno crear una nueva casa de estudios. También señaló que se debe evaluar la oferta real de las instituciones de educación superior en la zona y determinar si es acorde a la demanda que existe en la región. La universidad regional fue una de las acciones llevadas a cabo por el segundo gobierno de Michelle Bachelet, que fundó la Universidad de Aysén en 2015.